# Subligny (Yonne)
Subligny település Franciaországban, Yonne megyében. Lakosainak száma 520 fő (2022. január 1.). Subligny Nailly, Collemiers, Fouchères, Paron, Villeneuve-la-Dondagre és Villeroy községekkel határos.

## Népesség
A település népessége az elmúlt években az alábbi módon változott:
| Lakosok száma | 498  | 494  | 510  | 510  | 518  | 523  | 525  | 532  | 520  |
|               | 2013 | 2015 | 2016 | 2017 | 2018 | 2019 | 2020 | 2021 | 2022 |